# Katharina Jacob
Katharina Jacob (* 6. März 1907 in Köln als Katharina Emmermann; † 23. August 1989 in Hamburg) war eine Widerstandskämpferin gegen den Nationalsozialismus der Bästlein-Jacob-Abshagen-Gruppe.

## Leben
Katharina Emmermann wuchs in Köln auf. Nach dem Schulbesuch machte sie eine Ausbildung zur Kontoristin und engagierte sich in der Jugendgruppe der Gewerkschaft der Angestellten (GDA), später in der Jugendgruppe Florian Geyer und beim Kommunistischen Jugendverband (KJVD). Dort lernte sie Walter Hochmuth kennen, den sie 1927 heiratete und mit dem sie nach Hamburg zog. 1928 wurde sie Mitglied der KPD. Walter Hochmuth gehörte der Partei bereits seit 1925 an, 1931 wurde er in die Hamburger Bürgerschaft gewählt. Ebenfalls 1931 wurde ihre gemeinsame Tochter Ursel Hochmuth geboren.
Nach der Machtergreifung der Nationalsozialisten wurde Walter Hochmuth steckbrieflich gesucht und ging in den Untergrund. Katharina Hochmuth wurde im Juli 1933 wegen der Verteilung von Flugblättern verhaftet und zu einem Jahr Gefängnis verurteilt. Bis 1936 saß sie eine einjährige Gefängnisstrafe im Gefängnis Lübeck-Lauerhof ab. 1938 wurde sie erneut festgenommen und im Polizeigefängnis Fuhlsbüttel inhaftiert. Im Jahr 1939 erfolgte die Scheidung von Walter Hochmuth. 1941 heiratete sie Franz Jacob, den sie bereits aus der KJVD kannte und der im September 1940 nach langjähriger „Schutzhaft“ aus dem KZ Sachsenhausen nach Hamburg zurückgekehrt war. Mit ihrem zweiten Mann war sie am Aufbau der Widerstandsorganisation der Bästlein-Jacob-Abshagen-Gruppe beteiligt. 1942 brachte sie ihre zweite Tochter Ilse († 2024) zur Welt. Als die Gestapo im Herbst 1942 in die illegale Hamburger Gruppe eingriff, konnte Franz Jacob in letzter Minute untertauchen. Er flüchtete nach Berlin und baute dort mit Anton Saefkow und später auch mit Bernhard Bästlein eine große Widerstandsorganisation auf. Katharina Jacob versorgte ihn mit Nachrichten aus Hamburg.
Am 6. Juli 1944 wurde sie ein drittes Mal verhaftet, ihr Mann, der sich seit zwei Jahren im Untergrund aufhielt, war zwei Tage zuvor festgenommen worden. In der Prozess-Serie gegen die Bästlein-Jacob-Abshagen-Gruppe wurde Franz Jacob am 5. September 1944 vor dem Volksgerichtshof in Berlin zum Tode verurteilt und am 18. September 1944 in Brandenburg hingerichtet. Katharina Jacob wurde am 20. September 1944 aus Mangel an Beweisen freigesprochen, aber anschließend dennoch von der Gestapo in das Frauenkonzentrationslager Ravensbrück überstellt. Dort wurde sie am 30. April 1945 von der sowjetischen Armee befreit.

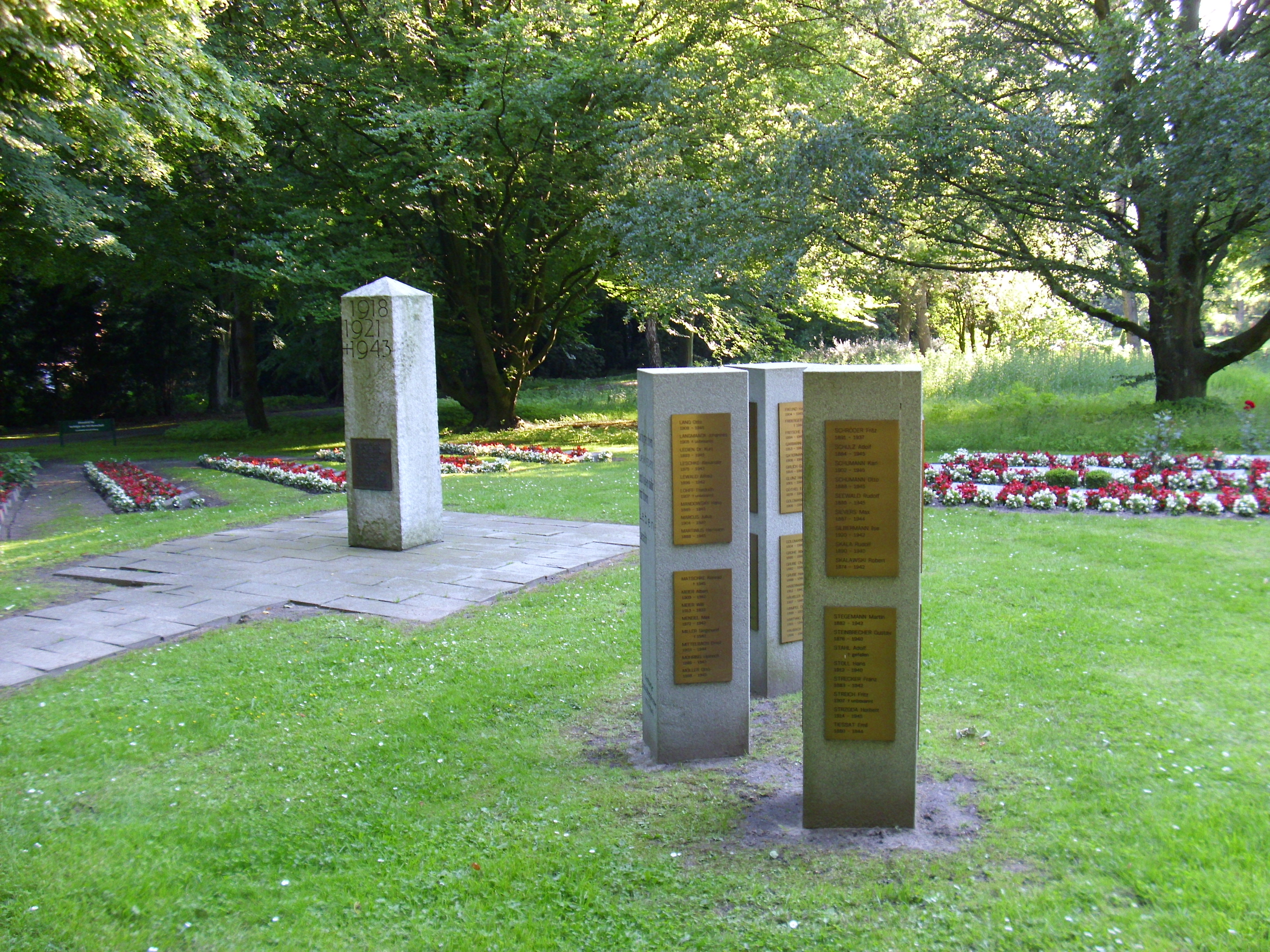
Ehrenfeld der Geschwister-Scholl-Stiftung auf dem Friedhof Ohlsdorf

Nach dem Zweiten Weltkrieg machte sie eine Ausbildung zur Lehrerin und war 25 Jahre an der Schule im Winterhuder Weg tätig. Sie war Mitglied in der Vereinigung der Verfolgten des Naziregimes (VVN), zu deren Landesvorstand sie gehörte, und in der DKP.

## Ehrungen
Auf dem Ohlsdorfer Friedhof befindet sich im Ehrenfeld der Geschwister-Scholl-Stiftung ein Kissenstein für Katharina Jacob, Planquadrat Bo 73, Nr. 71.

1992 wurde eine Straße – der Katharina-Jacob-Weg – in Hamburg-Groß Borstel nach Katharina Jacob benannt.
David Rovics erzählte im Song They All Sang the Internationale die Geschichte von Katharina Jacobs.

## Autobiografie
- Katharina Jacob, Kinder des Widerstands, Hamburg: Widerstand war mir nicht in die Wiege gelegt,  Galerie der abseitigen Künste, Hamburg, 2020, ISBN 978-3-948478-06-3.[4]